# Bernardo Sepúlveda Gutiérrez
Bernardo Sepúlveda Gutiérrez (Monterrey, Nuevo León, 1 de noviembre de 1912 - Ciudad de México, 17 de marzo de 1985), fue un médico, académico e investigador mexicano.

## Semblanza biográfica
Sus progenitores fueron Ricardo Sepúlveda y Ana Gutiérrez. Fue padre del diplomático y abogado mexicano Bernardo Sepúlveda Amor. En 1934 obtuvo el título de médico cirujano de la Facultad de Medicina de la Universidad Nacional Autónoma de México en donde más tarde también ejerció como profesor de patología de 1938 a 1949. Fue también profesor de la especialidad de gastroenterología en la Escuela de Graduados de la UNAM de 1949 a 1957.
Fue jefe del Departamento de Gastroenterología en el Hospital General de Nutrición de la Ciudad de México de 1946 a 1962. Entre 1964 y 1966, fue miembro de la Junta de Gobierno de la UNAM y del Instituto Nacional de Ciencias Médicas y Nutrición, así como del Centro Médico Nacional siglo XXI, del Seguro Social. Fue coordinador del Centro de Estudios sobre Amibiasis y secretario del Consejo de Salubridad General desde 1977 hasta su muerte. Ocupó también varios cargos médicos y administrativos en el Instituto Mexicano del Seguro Social, en donde además fue jefe de enseñanza en el servicio de Educación e Investigación.
Obtuvo reconocimiento internacional como gastroenterólogo habiendo impartido conferencias en muchas universidades y centros hospitalarios de varios países.
Escribió más de 200 artículos en revistas especializadas de entre los que sobresalen los referidos a sus investigaciones sobre la amibiasis.
Bernardo Sepúlveda ingresó a El Colegio Nacional el 24 de octubre de 1975. Su discurso inaugural, Conquistas y problemas de la medicina contemporánea, obtuvo la réplica del doctor Ignacio Chávez.
Murió el 17 de marzo de 1985 en la Ciudad de México.

## Premios y distinciones
- Fue nombrado presidente de la Academia Nacional de Medicina (1957-1958)
- Presidente de la Asociación Médica Franco-Mexicana (1959-1961)
- Presidente de la Asociación Mexicana de Gastroenterología (1960-1961)
- Mastership del American of Physicians (1971)
- Profesor emérito de la Facultad de Medicina
- Miembro de El Colegio Nacional (1975)
- Doctor honoris causa por la Universidad Autónoma de Nuevo León (1982)
- Presidente de la Organización Mundial de Gastroenterología (1982)
- Premio Nacional de Ciencias y Artes, en el área de Ciencias Físico-Matemáticas y Naturales (1982)
- Miembro del Consejo Directivo del Sistema Nacional de Investigadores (1984)